# Jeff Buckley
Jeffrey «Jeff» Scott Buckley (Anaheim, California, 17 de noviembre de 1966-Memphis, Tennessee, 29 de mayo de 1997) fue un músico y cantautor estadounidense de rock alternativo, reconocido por la revista Rolling Stone en el listado de Los 100 cantantes más grandes de todos los tiempos según Rolling Stone con el número 39°. Es reconocido por su primer y único álbum de estudio, titulado Grace en 1994. Fue considerado uno de los músicos de rock más prometedores de su generación, pero por desgracia, en la cima de su éxito, murió ahogado en el río Wolf (afluente del río Mississippi) mientras nadaba a la altura de la ciudad de Memphis, donde residía. Fue hijo del también cantautor Tim Buckley (1947-1975), quien falleció también muy joven, a los 28 años.

## Biografía

### Primeros años
Nacido en Los Ángeles, California, Jeff Buckley fue el único hijo de Mary Guibert y Tim Buckley. Su padre era compositor y publicó una serie de discos de folk y jazz muy aclamados a finales de los 60s y principios de los años 1970. Su madre era de ascendencia panameña, y su padre provenía de una familia de emigrantes irlandeses de Cork. Buckley se crio con su madre y su padrastro, Ron Moorhead, en el sur de California, mudándose continuamente dentro del condado de Orange. También tenía un hermanastro, Corey Moorhead (quien llamó a su primer hijo varón Jeffrey James, en honor a Buckley). Durante su infancia fue conocido como Scott «Scottie» Moorhead pero cuando tenía aproximadamente diez años, decidió tomar su nombre de nacimiento tras conocer a su padre (a quien no volvió a ver), aunque para su familia siguió llamándose Scottie.
A los dieciocho años se trasladó a Los Ángeles, donde se graduó en el curso de dos años del Musician's Institute. Buckley siempre se refirió a su paso por este centro como una «pérdida de tiempo», aunque hizo amigos de por vida allí. Su bagaje musical se reflejó en aquellas bandas en las que participó antes de iniciar su carrera en solitario. En Los Ángeles formó parte de la banda de reggae de Shinehead, así como en otras bandas en las que normalmente se limitaba a tocar la guitarra.

### Comienzos de su carrera
Buckley se trasladó a Nueva York en 1990. Su debut en público como cantante fue una actuación en 1991, un tributo a su padre, Tim Buckley, en la iglesia de St. Ann de Nueva York. No se le pagó como intérprete. Simplemente eligió mostrar sus respetos a su padre diciendo: «Esto no es un trampolín, esto es algo muy personal». Interpretó «I Never Asked To Be Your Mountain» con un amigo llamado Gary Lucas, acompañándole a la guitarra, y cantó una versión a capela de «Once I Was», que dejó al auditorio en completo silencio. Cuando se le preguntó por este concierto en particular, Buckley contestó que «no era mi trabajo, no era mi vida. Pero me sentía mal por no haber estado presente en su funeral (de su padre), de que nunca tuve la oportunidad de decirle nada. Aproveché ese concierto para mostrarle mis últimos respetos».
Buckley se convirtió pronto en intérprete solista habitual en el café Sin-é de Greenwich Village, donde atrajo la atención de los ejecutivos de Columbia Records. En 1993 Columbia publicó un EP de cuatro temas grabados en el café Sin-é.

### Grace
Buckley tocó con el guitarrista experimental Gary Lucas y su banda Gods and Monsters. En 1994, Buckley publicó su disco debut Grace, compuesto por diez canciones. Las ventas progresaban lentamente, pero el álbum enseguida recibió las alabanzas de la crítica y el aprecio de otros músicos (entre ellos Jimmy Page, Robert Plant, Bob Dylan, Thom Yorke, Neil Peart y Paul McCartney). Muchos consideran su versión del «Hallelujah» de Leonard Cohen como la grabación definitiva de dicha canción y probablemente sea la más conocida de Buckley.
Tras la publicación de su primer y aclamado disco, Buckley pasó más de dos años de gira por todo el mundo. Parecía ser una forma agotadora pero eficaz de mantener la independencia de su compañía discográfica, con la que mantenía una relación bastante tensa. En 1995 Buckley realizó un concierto en el Olympia de París, un local que había hecho famosa a la cantante francesa Édith Piaf y que él consideró el mejor de toda su carrera.
También realizó una gira conocida como «Phantom Solo Tour». La inició en diciembre de 1996 utilizando diversos seudónimos como Father Demo, Jaime de Cevallos, Topless America, Smackcrobiotic, The Halfspeeds, Crackrobats, y Martha and the Nicotines. Como justificación a tan misteriosa gira, Buckley publicó una nota en internet argumentando que había perdido el anonimato de tocar en pequeños locales y cafés:

Hubo una época en mi vida no hace mucho tiempo en la que podía llegar a un café y simplemente hacer lo que quería, tocar música, aprender tocando, explorar lo que ello significa para mí, esto es, divertirme cuando aburro y/o entretengo a una audiencia que no me conoce o que no sabe a qué me dedico. En esta situación me puedo permitir el precioso e irremplazable lujo de equivocarme, de arriesgarme, de rendirme. He trabajado muy duro para conseguir todo esto, este entorno donde trabajar. Lo amaba y ahora que lo he perdido lo echo de menos. Lo único que estoy haciendo es reclamarlo.

Durante toda su carrera, Buckley hizo varias versiones sobre escena de sus artistas preferidos: Bob Dylan, The Smiths, Siouxsie Sioux, Leonard Cohen, Bad Brains, MC5, entre otros.

### Muerte

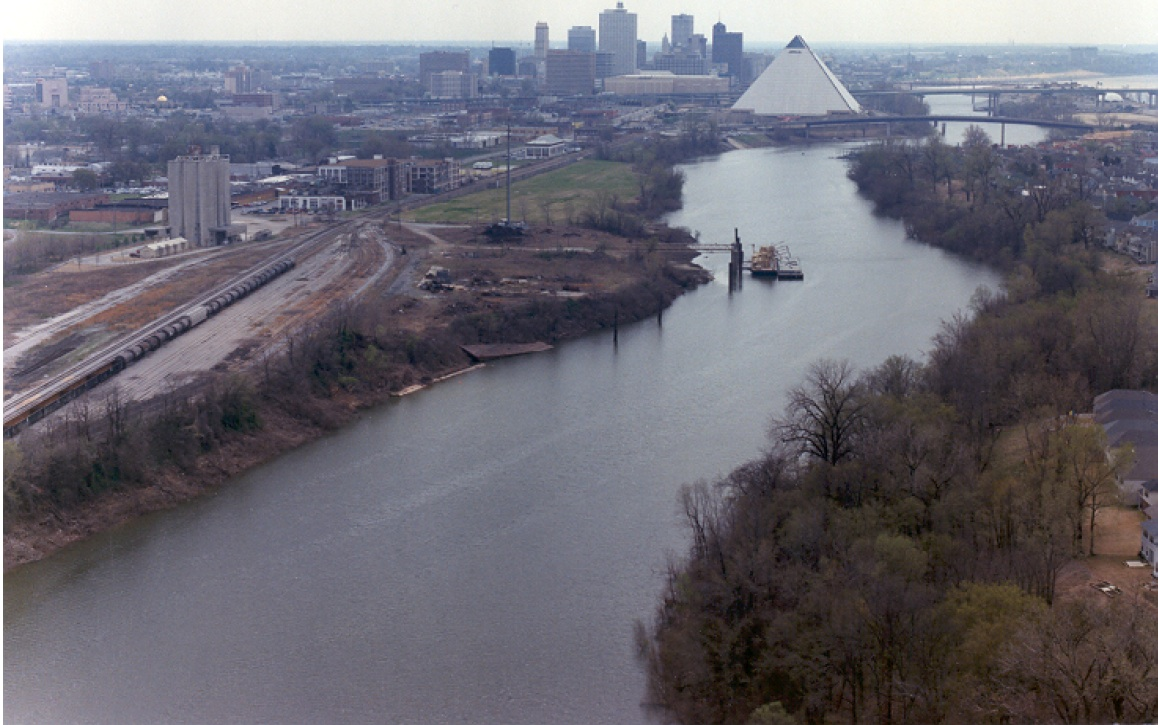
Río Wolf en Memphis, lugar donde murió Buckley.

Buckley murió el 29 de mayo de 1997, a la edad de treinta años, ahogado en el río Wolf en Tennessee. Su muerte estuvo envuelta en misterio, debido a que no es posible determinar si se trató de un accidente imprudente o si se suicidó a causa del trastorno bipolar que padecía. Los testimonios que entregan mayores antecedentes respecto a los sucesos que rodearon su muerte, son la biografía escrita por David Browne (“Dream Brother”) y un documental emitido por la BBC en 2002, donde se narran los hechos acontecidos aquella fatídica noche del 29 de mayo de 1997. Según estos relatos, Buckley había viajado hasta Memphis, para grabar su segundo disco, que llevaría por nombre “My Sweetheart The Drunk”, y esa noche llegaría su banda a la ciudad para comenzar el proceso de grabación.
Por lo general, Gene Bowen (Road Manager de Buckley) lo acompañaba a todos lados para evitar que se metiera en problemas. Sin embargo, esa noche Jeff decidió salir a dar una vuelta, acompañado por el roadie Keith Foti. Al parecer habrían recorrido toda la ciudad escuchando canciones de John Lennon y Jane's Addiction en un grabador doble casetera que Foti había comprado el día anterior. Cuando decidieron ir a la sala de ensayo para esperar a la banda, se dieron cuenta de que estaban perdidos, y al cabo de una hora de infructuosos esfuerzos por llegar a la Young Avenue, decidieron llamar a Bowen para pedirle que los ayudara a encontrar el camino. Sin embargo, no pudieron contactarlo, ya que se había ido al aeropuerto a recibir al resto de los músicos. Fue en ese instante que Buckley tuvo la idea de que fueran a la ribera del Río Wolf para tocar guitarra y seguir escuchando música.
El río no era apto para el baño, pero no existían carteles de advertencia que informaran de un potencial riesgo. Además, Buckley ya había nadado antes ahí. Mientras Foti tocaba la guitarra, Jeff tomó el grabador y caminó hasta la orilla del río, dejando el dispositivo bastante cerca del agua. Alrededor de las nueve de la noche y en un acto inexplicable, Buckley se metió al agua completamente vestido, incluso con sus botas puestas, y a medida que se iba internando a lo más profundo del río, comenzó a interpretar «Whole Lotta Love» de Led Zeppelin. En un momento, Foti movió de lugar el grabador para evitar que fuese a mojarse con las olas que produjo un barco que pasaba por el sector, y al levantar la vista Jeff ya había desaparecido. El cuerpo de Buckley fue encontrado desnudo cinco días después, al final de Beale Street, y solo pudo ser identificado por el característico piercing de su ombligo. La autopsia realizada posteriormente no reveló la presencia de alcohol ni drogas en su cuerpo.
Tras la muerte de Buckley, algunas de las demos grabadas para su segundo álbum fueron publicadas bajo el nombre de Sketches for My Sweetheart the Drunk. Se han publicado otros tres discos con grabaciones en vivo, así como un DVD de un concierto en Chicago.

### Jeff Buckley y el virtuosismo de sus versiones

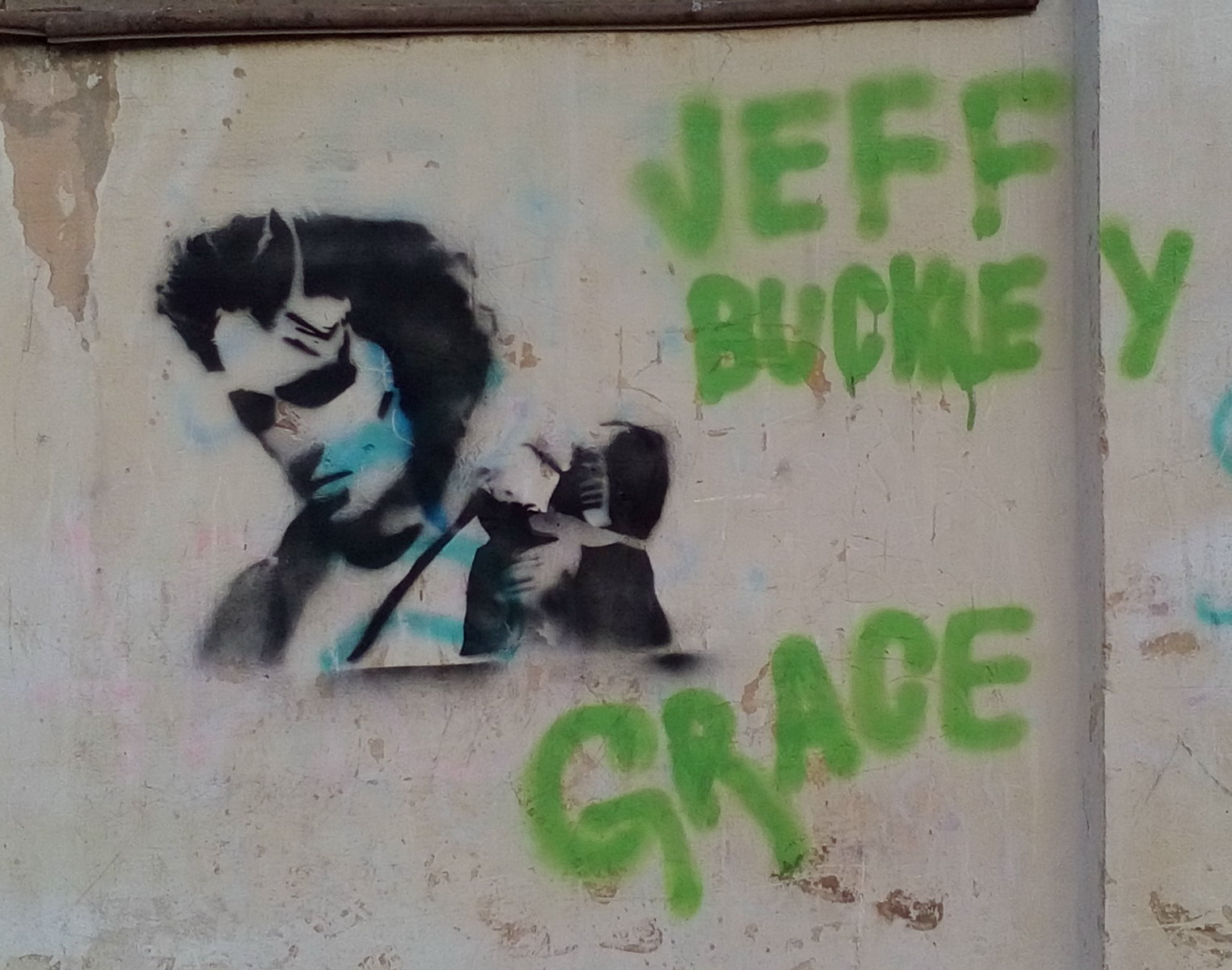
Graffiti con la imagen de Jeff Buckley en Rusia (2015).

Jeff Buckley solía realizar con mucha frecuencia versiones propias de canciones de otros músicos, especialmente en sus presentaciones en vivo, de hecho así consiguió ser valorado como músico en sus comienzos. Generalmente, se trataba de canciones muy antiguas, simples (tocadas solo con piano o guitarra) y de cantautores relativamente desconocidos, con un sonido de blues o jazz. La gran calidad interpretativa y vocal de Buckley le valía grandes elogios por estos covers, por su sensible y melancólica forma de cantar.
El más célebre es el de «Hallelujah», que si bien es de un cantautor muy importante como Leonard Cohen, realmente nunca fue una de sus canciones más destacadas. Sin embargo Buckley la transformó en un clásico.  Pero también se destacan mucho los de canciones como «Lilac Wine» (inspirada en la versión de Nina Simone), «Corpus Christi Carol» (canción clásica del célebre compositor británico Benjamin Britten), incluidas en Grace, «Je n'en connais pas la fin» (canción francesa clásica), I Know It's Over de The Smiths, I Shall Be Released (Bob Dylan), «The Other Woman» (inspirada por Nina Simone), «Calling You» (Bob Telson) y varios de Bob Dylan y Van Morrison; todas ellas interpretadas solo con su guitarra eléctrica, sin distorsión alguna.
Una de las destacadas presentaciones en que se aprecia su especial forma de realizar covers fue la conocida como «Live at Sin-é», basada casi únicamente en covers y realizada en el café «Sin-é» en Nueva York, en la que Buckley solo toca acompañado de su guitarra eléctrica sin ningún otro músico adicional. Hasta entonces el músico aún no lanzaba ningún disco oficial y fue originalmente publicada en 1993, pero solo unas cuantas canciones. En 2003 se lanzó la «Legacy Edition» con el show completo.

### Legado
Músicos como Thom Yorke y Matthew Bellamy citan a Jeff Buckley entre sus influencias, y Grace ha sido laureado por artistas como Bob Dylan (uno de los ídolos de Buckley), Paul McCartney, Jimmy Page, Steven Wilson, Morrissey, Robert Plant, Chris Cornell, Myles Kennedy, Neil Peart, Lana Del Rey.
El trabajo de Buckley, aparentemente anómalo con su época, ha tenido una influencia enorme. Se han escrito numerosas canciones en su tributo, entre las que destacan «Teardrop» de Massive Attack con Elizabeth Fraser, «Memphis» de PJ Harvey, «Blind River Boy» de Amy Correia, «Memphis Skyline» de Rufus Wainwright, «Wave Goodbye» de Chris Cornell, «Song For A Dead Singer» del grupo belga Zita Swoon, «A Coat of Butterflies» de Kevin Morby y varios temas del grupo de New Jersey Ours, etc. También es nombrado en la canción «Shakespeare» de la cantante y actriz Miranda Cosgrove. Vocalistas como Thom Yorke de Radiohead, Matt Bellamy de Muse y Chris Martin de Coldplay reconocen que su voz les influye.

## Discografía

### Álbumes de estudio
- 1994 - Grace
- 1998 - Sketches for My Sweetheart the Drunk (álbum póstumo)
- 2016 - You and I (álbum póstumo)

### Álbumes en vivo
- 2000 - Mystery White Boy
- 2001 - Live a L'Olympia
- 2003 - Live at Sin-é (Legacy Edition)

### EP
- 1993 - Live at Sin-é
- 1995 - Live from the Bataclan
- 2002 - The Grace EP

### Compilatorios
- 2002 - Songs To No One 1991-1992 (junto a Gary Lucas)
- 2007 - So Real: Songs from Jeff Buckley
- 2011 - The Jeff Buckley Collection

### Vídeos en directo
- 2000 - Live in Chicago

### Documentales
- Amazing Grace: Jeff Buckley (2004) –[29]
- Everybody Here Wants You (2002) – BBC
- Goodbye and Hello (2000) de la TV neerlandesa.
- Fall in Light (1999) de la TV francesa.

## Canciones tributo
Numerosos artistas han creado canciones como tributo a la vida y obra de Jeff Buckley. Entre ellas se encuentran:
- «A Body Goes Down» - Duncan Sheik
- «A Coat of Butterflies» - Kevin Morby
- «As I Wander» - Ours
- «Away» - Hannah Fury
- «Bandstand in the Sky» - Pete Yorn
- «Bleed» - Ours
- «Blind River Boy» - Amy Correia
- «Boys on the Radio» - Hole
- «By Yourself» - Sister 7
- «Drowning» - Julian Soto
- «Gorgeous» - Kashmir
- «Grey Ghost» - Mike Doughty
- «I Heard You Singing» - Ours
- «In a Flash» - Ron Sexsmith
- «JB» - Welcome To Roswell
- «Just Like Anyone» - Aimee Mann
- «Living In A Video» - Ours
- «Memphis» - PJ Harvey
- «Memphis Skyline» - Rufus Wainwright
- «Nightmares By The Sea» - Katatonia
- «New Blood» - Beth Wood
- «On the Road to Calvary» - Willie Nile
- «One Last Good Bye» - David Linx
- «Rilkean Heart» - Cocteau Twins
- «Río Wolf» - Rufus T. Firefly
- «Saint Down The Hall» - Ours
- «Shakespeare» - Miranda Cosgrove
- «Shiver» - Coldplay
- «Song for a Dead Singer» - Zita Swoon
- «Swimming» - Chris Taylor
- «Calling You» - Pedro Aznar
- «Teardrop» - Massive Attack con Elizabeth Fraser
- «Trying Not to Think About It» - Juliana Hatfield
- «Valley of Sound» - Heather Nova
- «Wave Goodbye» - Chris Cornell
- «We Don't Know» - Health & Happiness Show
- «You Were Right» - Badly Drawn Boy
- «Except For The Ghost» - Lisa Germano